# Fiera dei ciottorini
La fiera dei ciottorini (o fiera del ciottorino) è una fiera annuale istituita nel 1755 a Viareggio. In dialetto viareggino con ciottorino si intendono piccoli giocattoli e altri oggetti in terracotta, che erano tradizionalmente venduti nel corso di questa fiera. 
La fiera ha luogo nel Rione Vecchia Viareggio: piazza Santa Maria, anticamente Piazza del Mercato, piazza Genovali (sotto la Torre Matilde), Piazza Ragghianti e nelle piazzetta antistante la Chiesa della Santissima Annunziata.
Dura alcuni giorni, intorno al 25 marzo, festa patronale cittadina, la Santissima Annunziata, e consiste in un mercato e un concorso per le scuole.

## Storia
Fin dal 1723 Viareggio aveva chiesto alla Repubblica di Lucca il permesso di istituire una fiera cittadina, per dare slancio al commercio. 
Tale autorizzazione fu finalmente concessa 27 anni dopo, nel 1755 e, da quel momento la fiera cittadina si tenne annualmente. 
La fiera acquistò popolarità alla fine del XIX secolo, quando nella vecchia piazza del mercato si tenevano i mercatini del baratto
Tuttavia, questo evento perse la sua importanza e andò scomparendo. 
Fu così che nel 1974 il Comitato Vecchia Viareggio recuperò questa vecchia tradizione.